# Danielle Casanova
Danielle Casanova, geborene Vincentella Perini (* 9. Januar 1909 in Ajaccio auf Korsika; † 9. Mai 1943 in Auschwitz), war eine französische Kommunistin und Angehörige der Résistance.

## Leben
Danielle Casanova wuchs als Tochter von Lehrern mit vier Geschwistern auf. Als junge Frau zog sie nach Paris, studierte dort Zahnmedizin und begann sich in der Union fédérale des étudiants zu engagieren, einer von 1926 bis 1938 bestehenden studentischen Organisation für Mitglieder bzw. der französischen Kommunistischen Partei nahestehende Studenten. Dort lernte sie 1930 den Rechtsanwalt Laurent Casanova kennen, den sie 1933 heiratete. 1928 trat sie der Mouvement Jeunes Communistes de France bei. Gemeinsam engagierten Danielle und ihr Mann sich linkspolitisch, öffentlich und in studentischen Kreisen. Ihre kleine Wohnung war oft Treffpunkt der örtlichen Korsen. Hier fand der Maquis, der französische Widerstand, gegen Kollaborateure und deutsche Besatzer während des Zweiten Weltkrieges sofort ideale Kontaktpersonen.
1936 gründete sie die Union junger Französinnen (Union des jeunes filles de France, UJFF), eine Mädchenorganisation der Kommunistischen Partei Frankreichs. Bei Beginn des Zweiten Weltkriegs erreichte die UJFF über 20.000 Mitglieder. Nach dem Verbot des Parti communiste im September 1939 arbeitete sie im Untergrund weiter. Sie organisierte Demonstrationen von Hausfrauen vor Lebensmittelgeschäften, klebte Plakate und beteiligte sich an der Verteilung der verbotenen Zeitung L’Humanité. Ab 1941 war sie an bewaffneten Aktionen beteiligt. Am 11. Februar 1942 wurde sie von französischen Polizisten verhaftet, als sie den Versuch unternahm, dem in einem Versteck lebenden  Ehepaar Mai und Georges Politzer, die ebenfalls gefangen genommen wurden, Lebensmittel zu überbringen.
Sie organisierte im französischen Gefängnis La Santé und später im Gefangenenlager von Romainville noch Lerngruppen oder politische Demonstrationen. Auf ihre Initiative hin wurde jeder zum Tode oder Abtransport verurteilte Gefährte demonstrativ gegrüßt und solidarisch mit Liedern verabschiedet. Am 24. Januar 1943 wurde auch sie gemeinsam mit 230 Résistance-Kämpferinnen nach Auschwitz deportiert. Die Männer hinzugezählt, hatte dieser sogenannte „Nacht-und-Nebel-Konvoi“ 1676 Deportierte. Sie kamen in Auschwitz an und sangen die Marseillaise. Dort überlebte sie einige Zeit als Zahnärztin mit vergleichsweise besserer Versorgung als andere KZ-Gefangene. Überlebende berichteten, dass Danielle Casanova optimistisch wirkte und die politische Arbeit sowie politisches Studium unter den Mithäftlingen organisierte. Am 9. Mai 1943 starb sie im KZ Auschwitz an Typhus.

## Gedenken

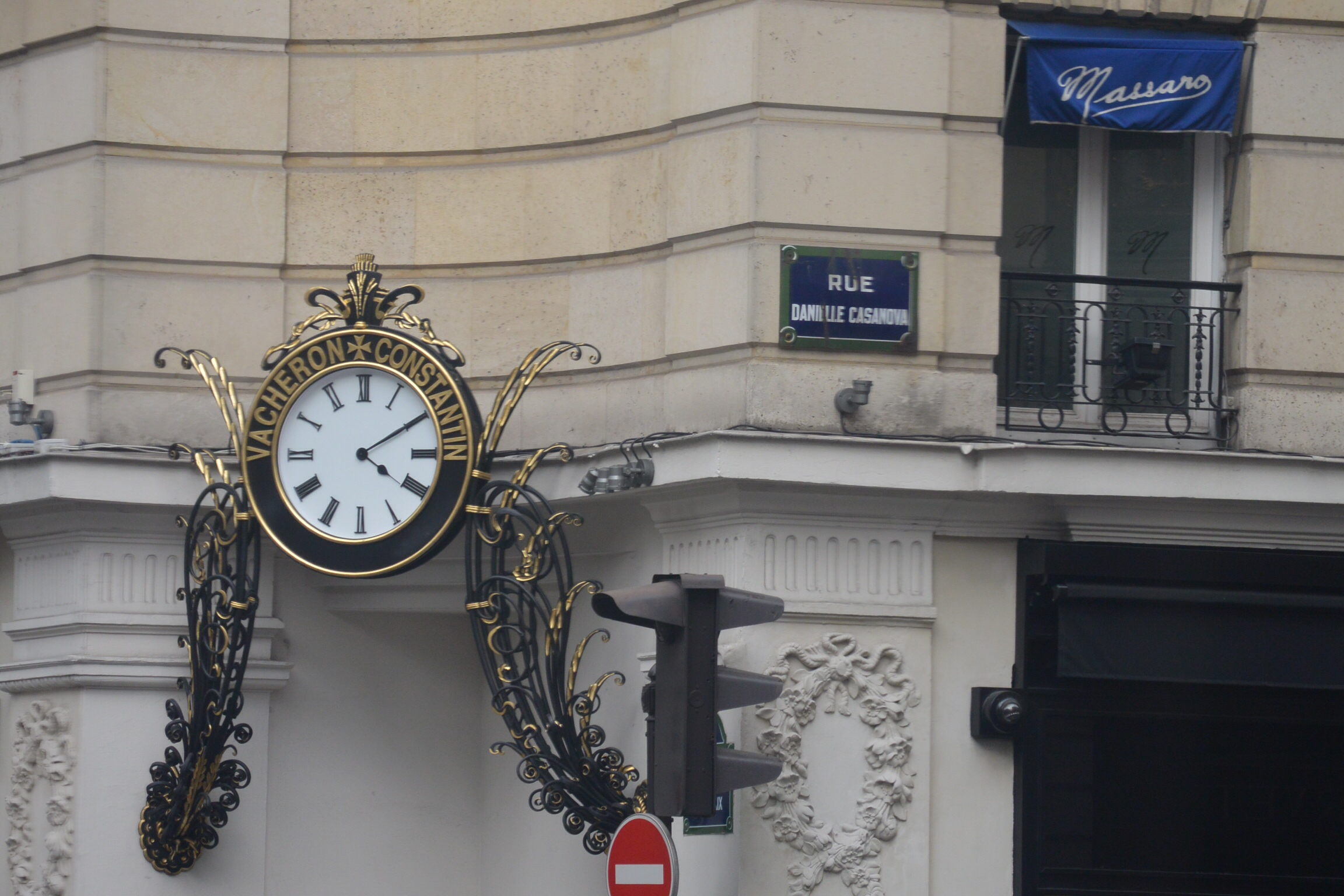
Rue Danielle-Casanova

Der Maler Boris Taslitzky widmete ihr 1949 ein 194 × 308 cm großes Ölbild mit dem Titel La Mort de Danielle Casanova, das heute im Musée de l’histoire vivante in Montreuil ausgestellt ist. 1962 legte die Deutsche Post der DDR eine Briefmarke mit ihrem Konterfei auf, deren Verkauf dem Aufbau und Erhalt der Nationalen Mahn- und Gedenkstätten der Deutschen Demokratischen Republik zugutekam. In Frankreich wurden nach ihr der Boulevard Danielle-Casanova in Sète, die Rue Danielle-Casanova unter anderem in Paris, Belfort, Gauchy, Halluin, Schulen in Givors und Vitry-sur-Seine und 2002 ein Fährschiff der Société nationale maritime Corse Méditerranée benannt.